# Guy Bedos
Guy Bedos (Algeri, 15 giugno 1934 – Parigi, 28 maggio 2020) è stato un attore e umorista francese.

## Biografia
Era il figlio di Alfred Bedos, medico, e di Hildeberte Verdier (1913-2008), figlia del preside del liceo Bugeaud di Algeri (l'attuale liceo Émir Abd el-Kader), che frequentò.
All'età di 17 anni si iscrisse all'École nationale supérieure des arts et techniques du théâtre e studiò teatro classico, debuttando nella pièce Arlequin levigata dall'amore di Marivaux. Entrò quindi a far parte della compagnia del Théâtre du petit Jacques e nello stesso tempo iniziò a calcare le scene dei cabaret e dei music-hall, dove negli anni sessanta intraprese la carriera di comico formando un duo con Sophie Daumier (sua moglie dal 1965 al 1977). Dopo la loro separazione artistica, proseguì la carriera affermandosi come attore cinematografico e televisivo.
Sul grande schermo iniziò a interpretare ruoli secondari in alcune commedie degli anni sessanta, come Le strane licenze del caporale Dupont (1962) e Confetti al pepe (1963), ma è principalmente conosciuto per il ruolo di Simon, un medico oppresso da una madre possessiva nei film Certi piccolissimi peccati (1976) e Andremo tutti in paradiso (1977), entrambi diretti da Yves Robert.
Durante la sua carriera, proseguì anche l'attività teatrale, comparendo sulle scene con recital personali e in rappresentazioni come La resistibile ascesa di Arturo Ui di Bertolt Brecht, in scena al Théâtre de Chaillot nel 1993.

## Filmografia parziale
- Ragazze folli (Futures Vedettes), regia di Marc Allégret (1955)
- Peccatori in blue-jeans (Les Tricheurs), regia di Marcel Carné (1958)
- Le strane licenze del caporale Dupont (Le Caporal épinglé), regia di Jean Renoir (1962)
- Tre morti per Giulio (Carambolages), regia di Marcel Bluwal (1963)
- Confetti al pepe (Dragées au poivre), regia di Jacques Baratier (1963)
- Aimez-vous les femmes?, regia di Jean Léon (1964)
- La primula rosa (Sept hommes et una garce), regia di Bernard Borderie (1967)
- Appelez-moi Mathilde, regia di Pierre Mondy (1969)
- Certi piccolissimi peccati (Un éléphant ça trompe énormément), regia di Yves Robert (1976)
- Andremo tutti in paradiso (Nous irons tous au paradis), regia di Yves Robert (1977)
- Sous les pieds des femmes, regia di Rachida Krim (1997)
- Les clefs de bagnole, regia di Laurent Baffie (2003)
- La giungla a Parigi (La Jungle), regia di Matthieu Delaporte (2006)
- Sopravvivere con i lupi (Survivre avec les loups), regia di Véra Belmont (2007)
- E se vivessimo tutti insieme? (Et si on vivait tous ensemble?), regia di Stéphane Robelin (2012)

## Doppiatori italiani
- Cesare Barbetti in Certi piccolissimi peccati
- Giorgio Lopez in E se vivessimo tutti insieme?